# Cimetière huguenot de Dublin
Le cimetière huguenot de Dublin est situé sur Merrion Row dans le centre de Dublin à proximité de St Stephen's Green. Il a été créé en 1693 et rassemble les tombes de 239 huguenots français émigrés en Irlande. Il existe un poème d'Eavan Boland, The Huguenot Graveyard at the Heart of the City.
Même s'il est souvent décrit comme étant sur St. Stephen Green, le cimetière est en réalité dans Merrion Row, une petite reliant le parc à l'ouest et Upper Merrion Street et Ely Place à l'est.
Les personnes enterrées dans ce cimetière sont les descendants ce ceux qui ont fui les persécutions provoquées par la révocation de l'édit de Nantes qui protégeait jusqu'alors la liberté religieuse dans le royaume de France. Ces protestants fuyant la France ont été encouragés par James Butler, premier duc d'Ormonde qui venait de passe douze années d'exil en France après la défaite des forces irlandaise et royalistes contre Olivier Cromwell. le retour d'Ormonde comme vice-roi en 1662 coïncide avec la consolidation du pouvoir de Louis XIV qui impose plus de pression sur les Huguenots en France. Ormonde décide de prendre contact avec des huguenots à Paris et en Normandie espérant que leurs compétences et leurs capitaux puisse stimuler l'économie irlandaise et apporter de nouvelle industries dans l'île.
Les huguenots établissent rapidement une communauté prospère à Dublin et ailleurs en Irlande, grâce à leurs compétences en matière de textile, d'horlogerie et de finance. En peu de temps, ils deviennent une partie intégrante de la vie commerciale et civique de Dublin. Les familles huguenotes en Irlande portent des noms souvent naturalisés comme 
Busse, Des Voeux, Chaigneau, D'Olier, Gardie, Delamain, Le Fanu, L'Estrange, Maturin, Saurin, Lefroy, Le Nauze, Perrin, Cromelin, Borough (dérivé de Bouhéreau) et La Touche.
La dernière inhumation dans ce cimetière a lieu en 1901,.
Le cimetière n'est pas ouvert aux visiteurs. Il est observable depuis Merrion Row et une liste de 239 noms de famille figure sur une plaque posée sur le mur de gauche du petit espace.

## Personnes enterrées au cimetière huguenot
Alee, Alancon, Alenet, Allaire, Arman, Armingaud, Aubert, Auduoin, Audoyer, Augier, Balaguner, Bally, Barbat, Barbault, Barnet, Barnier, Barré, Basal, Batier, Bazier, Beaulieu, Bereau, Beranger, Bernard, Bernatre, Bertrant, Boileau, Bonnin, Bourdage, Bourgeau, Bourgeois, Boureau, Brocas, Brocard, Brùguyere, Bruneau, Brunel, Buchese, Blanchard de Feyrae, D'Aubessargues, De Belrieu de Virazel, De Blosset de Loche, Bues, Buisson, Bulleau, Butaud, Canier, Carrier, Casal, Castex, Cavalier, Cayre, Chaigneau, Chapeau, Chaperon, Charles, Charretier, Charrurier, Chateau, Clausel, Coilhot, Coipel, Colbran, Constantin, Courré, Croulliane, Dabzac, Danboix, Daniell, Danjeau, Darassus, Dartis, Daudet, David, Daygue, De Blancons, De Belet, De Brasselay, De Gualy, De Laurier, De Laval, De Lescale, Delon, Desbrisay, Desouches, D'Olier, D'Ortous, Drope, Du Bedat, Dubout, Dutour, Dumaresq, Dumas, Du Moulin, Dupee, Duport, Dupuy, Duval, Engles, Erck, Fabré, Favre, Fauché, Farrange (ou Farenge), Jean; Fontaine, Jacques; Fournier, Gagnon, Galan, Ganbond, Gardie, Gau, Gaubert, Gerard, Giadelle, Gignoux, Girard, Gouriveau, Goyer, De Boullanse, De Champlorier, De Saint Mesmin, Gradel, Guibal, Guillen, Guion, Guizot, Hanzard, Hurard, Jervais, Jonglas, Joteau, La Bastide, La Bernard, La Coste, La Faye, Lafont, Lanchereau, Landré, Langlade, La Pierre, La Porte, La Roche, La Salle, Lasatte, Lasserre, Latrobe, Laudreau, Lauray, Laureus, Lautar, La Vallée, Lavau, Lebac, Le Bas, Le Blanc, Leger, Le Gout, Le Grand, Le Presleur, Lesperance, Leveraud, Lime, Lonchant, Loret, Luillet, Lunel, Maisouevre, Malet, Mangin, Marboeuf, Marlande, Martin, Martineau, Masse, Masseau, Maurice, Mauze, Mazel, Maziere, Mercier, Merle, Meteyres, Millier, Mimet, Mingaud, Miot, Mocler, Montgrand, Moreau, Mottett, Nicolas, Niyolas, Noyret, Olivier, Pechels, Peirol, Pellissier, Poey, Pomarede, Quartier, Rambaut, Reboul, Rhedon, Richard, Rieusset, Riotor, Rogier, Romieu, Roque, Roussel, Salee, Sancy, Sanderfert, Sandoz, Sanguinede, Sarrasin, Sermant, Soulier, Tallon, Tardy, Terson, Toineau, Travers, Triboulet, Trinquet, Trullié, Vabres, Vallancey, Vallet, Vidal, Vidouze, Vigneau, Vincens, Vispré, Volpiliere, Janssen de Tudebeuf, La Motte Brocás, Martoly de Montaut, Plantier de Montvert.

## Bibliographie

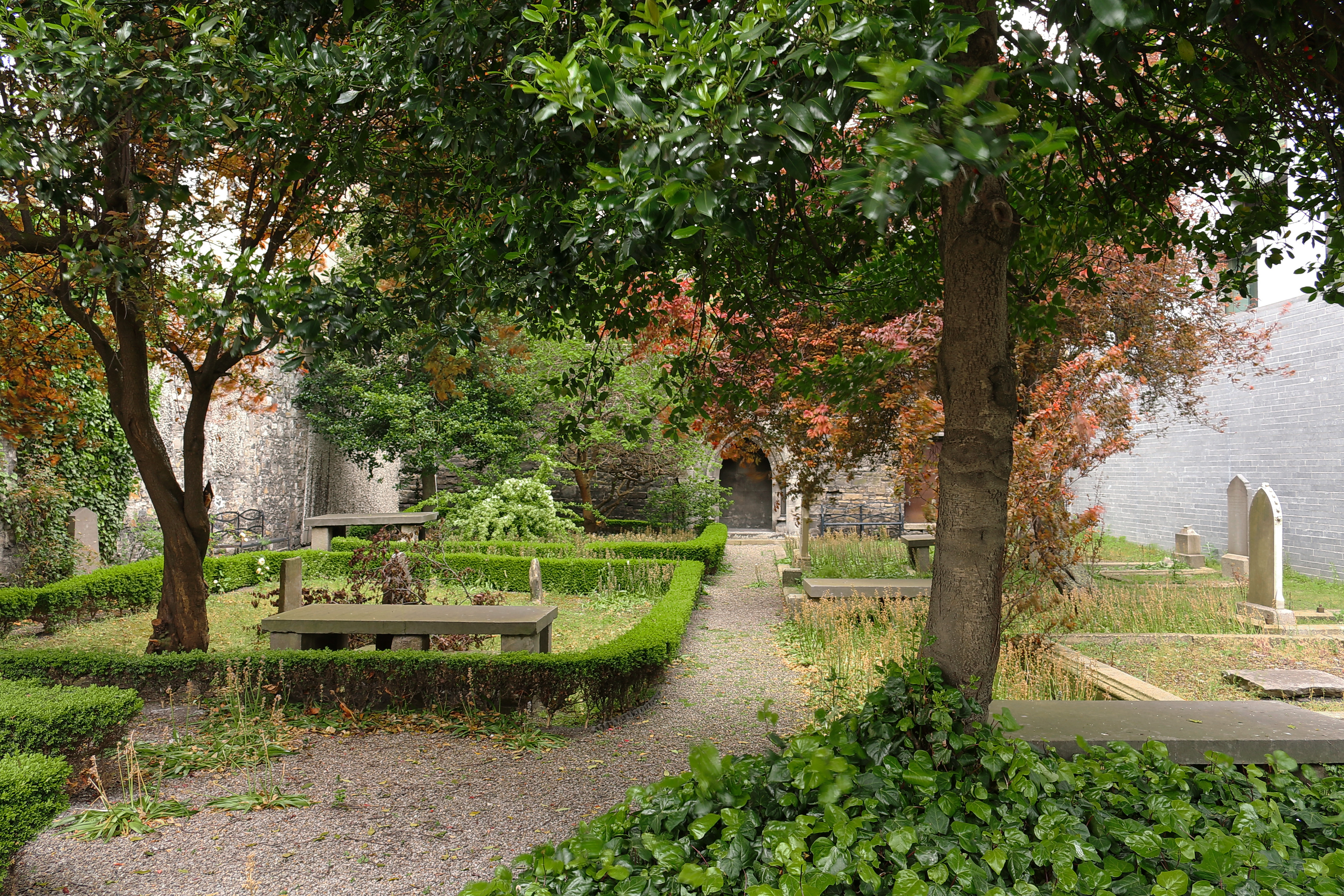